# Asynarchus tibetanus
Asynarchus tibetanus är en nattsländeart som beskrevs av Schmid 1966. Asynarchus tibetanus ingår i släktet Asynarchus och familjen husmasknattsländor. Inga underarter finns listade i Catalogue of Life.